# Berlin-Gropiusstadt
Berlin-Gropiusstadt  est un quartier dans le sud-est de Berlin, faisant partie de l'arrondissement de Neukölln. Il comprend essentiellement des grands ensembles résidentiels (« La Gropiusstadt ») construits entre 1962 et 1975. Avant sa constitution en tant que quartier en 2002, le territoire faisait partie des quartiers de Britz, Buckow et Rudow.

## Géographie

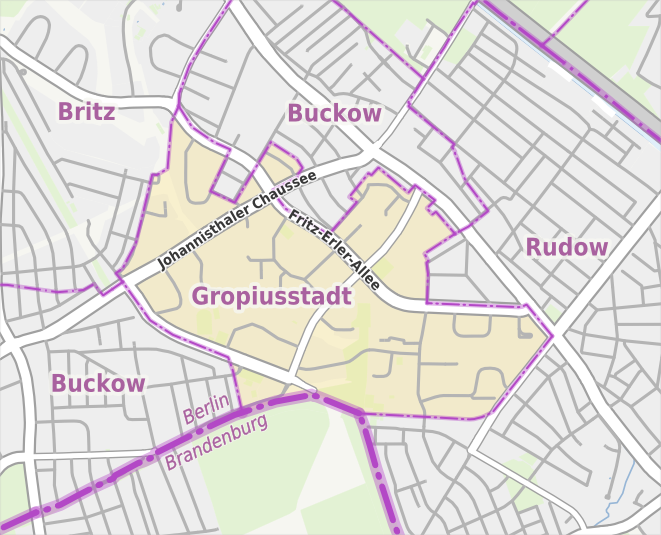
Carte de Johannisthal et des quartiers limitrophes.

Gropiusstadt est limitrophe du quartier de Britz, au nord-ouest, au quartier de Buckow à l'ouest et au nord-est, et au quartier de Rudow au sud-est. Au sud, la frontière de la cité de Berlin le sépare du land de Brandebourg.

## Histoire
Le quartier doit son nom à l'architecte et urbaniste Walter Gropius (1883-1969), fondateur du Bauhaus, qui depuis les années 1950 prépara les plans initiaux de cette cité, située entre les anciens villages de Britz, Buckow et Rudow, sur la base de la charte d'Athènes. 
La cité Britz (Hufeisensiedlung) juste au nord, construite d'après les plans de Bruno Taut entre 1925 et 1933, était un modèle pour la nouvelle ville. La planification et l'exécution s'inscriraient dans le cadre de l'agence The Architects Collaborative (TAC). La construction du mur de Berlin le 13 août 1961, séparant Berlin-Ouest de la région environnante, a mené à ce que la densité de l'urbanisation était sensiblement plus grande qu'initialement prévue.
Les travaux commencèrent en 1962. Les 18 500 appartements sont à 90 % des logements sociaux. 
C'est également le lieu où a grandi la hambourgeoise de naissance Christiane Felscherinow, connue pour son autobiographie Moi, Christiane F., 13 ans, droguée, prostituée… et son adaptation cinématographique.

## Population
Le quartier comptait 36 971 habitants le 1er janvier 2017 selon le registre des déclarations domiciliaires.

## Transport

### Stations de métro
:
Johannisthaler Chaussee
Lipschitzallee
Wutzkyallee
Zwickauer Damm